# 永田羽竜
永田 羽竜（ながた うりゅう、1994年1月4日 - ）は、神奈川県川崎市出身のサッカー選手。ポジションはMFもしくはDF。

## クラブ歴
小学校の時にサッカーを始め、下河原NSCに所属した。中学校年代では横浜FC鶴見ジュニアユースに所属し主将を務めた。しかしユースに上がる事はおろか、高校受験にも失敗し、滑り止めで多摩大学目黒高等学校に進学。中学サッカーでは強豪であった他方、高校サッカーでは弱小であった同校であるが、進学半年前に奥大介が監督に就任、コーチ陣も大西昌之、塩川岳人という布陣になっており、一年次から全国高等学校総合体育大会に臨むメンバーの一人として抜擢された。その後主将を務めた。その後、同校の先輩である本吉勇貴も所属する上武大学に進学。三年次の時に植木繁晴が監督に就任し指導を受けたが、関東大学サッカーリーグ戦参戦は叶わなかった。
植木の教え子である卜部太郎がオーストラリアで代理人業をしていた伝手で渡豪、卜部がかつて所属していたロッチデール・ローヴァーズFCに練習参加し、同クラブで選手となった。その後ブリスベン選抜に選出され、ブリスベン・ロアーFCと対戦した。
2018年にゴールドコースト・ユナイテッドFCに移籍、2得点を記録した。
同年にバングラデシュ・プレミアリーグ所属のダッカ・モハメダンに移籍。その後主将を務めた。しかし2021年に前十字靭帯断裂のため無所属となった。